# Cons-la-Grandville
Cons-la-Grandville é uma comuna francesa na região administrativa de Grande Leste, no departamento de Meurthe-et-Moselle. Estende-se por uma área de 8,25 km². Em 2010 a comuna tinha 534 habitantes (densidade: 64,7 hab./km²).